# Sant Martí de Castellar de la Selva
Sant Martí de Castellar de la Selva és una església de Quart (Gironès) inclosa a l'Inventari del Patrimoni Arquitectònic de Catalunya.

## Descripció

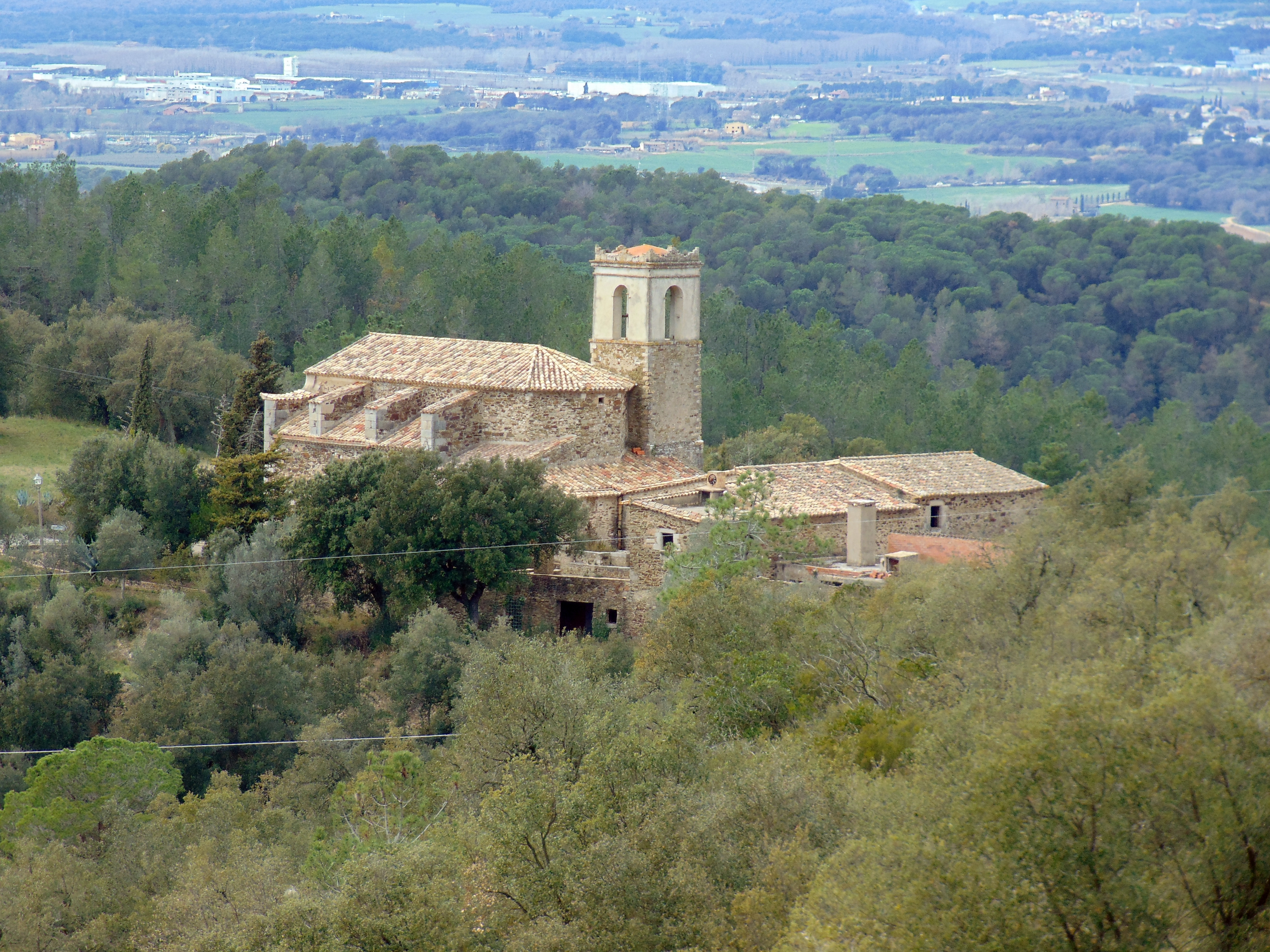

És un edifici d'una sola nau de tres trams amb volta de canó d'arestes i capelles laterals entre contraforts. L'absis semicircular té adossat el campanar de planta quadrada amb obertures d'arc de mig punt i coronat per un cimbori. La façana té portalada rectangular i un baix relleu que emmarca una fornícula amb la data de 1760. A la part alta hi ha un rosetó de vitralls. El parament és de pedra irregular i carreus ben escairats als angles. A l'interior els murs estan decorats amb frescos d'escàs interès artístic.
Pel que fa a la part preromànica, l'antiga capella és adossada a la capçalera de l'actual temple. Consta d'una nau amb volta d'encanyissat, absis rectangular i, a la part de ponent, s'endevina un arc de ferradura.

## Història
El temple actual data del segle xviii i s'edificà al costat d'una antiga capella preromànica de la que resten alguns vestigis. El lloc es troba documentat per primera vegada l'any 1279.
Actualment l'església i el poble han estat restaurats i s'ha fet un restaurant.